# Hennung Station
Hennung Station (Hennung stasjon eller Hennung stoppested) er en tidligere jernbanestation, der ligger på Gjøvikbanen i Gran kommune i Norge. 
Stationen blev oprindeligt oprettet som læssespor 10. november 1909. 4. november 1935 etableredes et egentligt trinbræt, der blev opgraderet til holdeplads 5. maj 1943. 28. maj 1961 blev den nedgraderet til trinbræt med sidespor igen, men fra 1967 var der ikke længere ekspedition af vognladningsgods. I 2006 ophørte persontog med at stoppe ved stationen, der dog ikke er officielt nedlagt.